# Divisão N.º 19 (Alberta)
A Divisão N.º 19 é uma das dezenove divisões do censo da província canadense de Alberta, conforme definido pela Statistics Canada. A divisão está localizada na porção centro-oeste da Região Norte de Alberta, e seu principal município é Grande Prairie.